# 菲利普·阿尔布雷希特 (符腾堡)
菲利普·阿尔布雷希特·卡尔·玛利亚·约瑟夫·路德维希·胡贝图斯·斯坦尼斯劳斯·利奥波德（PHILIPP Albrecht Carl Maria Joseph Ludwig Hubertus Stanislaus Leopold，1893年11月14日—1975年4月15日），已被废黜的符腾堡公爵，符腾堡王位继承人，符腾堡王室家族首领。

## 生平
菲利普·阿爾布雷希特1893年生于符騰堡首都斯图加特，是阿尔布雷希特与奥地利女大公瑪格麗特·索菲的长子。菲利普·阿爾布雷希特的祖父菲利普是當時符騰堡的王位推定继承人（直到1917年去世），菲利普·阿爾布雷希特的外祖父則是奧匈帝國皇帝法蘭茲·約瑟夫一世的弟弟卡爾·路德維希。
菲利普·阿爾布雷希特於青年时代曾就读于斯图加特和蒂宾根，直到1912年菲利普·阿爾布雷希特参军并成为一名少尉。在一战期间，菲利普·阿爾布雷希特曾先后在东部前线、西部前线和塞尔维亚作战。十一月革命爆發后，他仍服役于军队并成了一名少校，而此时德国君主制被废除。

## 家庭
1923年10月24日，菲利普·阿爾布雷希特与奧地利-托斯卡納的海倫女大公結婚。海倫女大公的父親是托斯卡納末代大公費迪南多四世的第三子彼得·斐迪南，母親是兩西西里王室首領、卡塞塔伯爵阿方索的第二個女兒瑪麗亞·克里斯蒂娜。菲利普·阿爾布雷希特和海倫女大公婚后共有一個女兒：
- 长女瑪麗亞·克里斯蒂娜（Maria Christina，1911年—1998年）。

1925年他重回蒂宾根大学继续深造。赫莱娜在1924年去世，菲利普在1928年娶了她的妹妹罗萨续弦，罗萨为菲利普生了二子四女：
- 次女海倫（Helene）1929年生于斯图加特，嫁给意大利贵族费德里科·帕德维奇尼。
- 长子路德维希·阿尔布雷希特（Ludwig Albrecht），1930年生于斯图加特，因与地位较低的贵族小姐结婚而放弃王位继承权。
- 三女伊丽莎白（Elisabeth），1933年生于斯图加特，1958年嫁给波旁-两西西里的安东尼奥王子。
- 四女玛丽·特丽丝（英语：Duchess Marie-Thérèse of Württemberg）（Marie Therese），1934年11月12日生于阿尔茨豪森城堡，1957年与法兰西奥尔良支王位继承人巴黎伯爵亨利（称“亨利六世”）的长子亨利·菲利普·皮埃尔·马力结婚成为克莱蒙伯爵夫人（Comtesse de Clermont），二人婚后有三子两女。二人于1984年离婚，巴黎伯爵亨利封她为蒙旁西埃女公爵（Duchesse de Montpensier）。
- 次子卡尔（Carl），1936年8月1日生于腓特烈港，菲利普·阿尔布雷希特的继承人。
- 五女瑪麗·安東妮（Marie Antoinette，1937年-2004年）

## 晚年
二战期间，菲利普由于反对纳粹而受到迫害。菲利普拒绝在他的宫殿上插上纳粹卐字旗而被赶出斯图加特。他回到阿尔茨豪森城堡居住。1939年，父亲阿尔布雷希特去世，菲利普继承了符腾堡王室的首脑地位和地产的管理权，并成为符腾堡公爵。
1963年，菲利普成了阿尔茨豪森的荣誉市民，并建立了菲利普公爵协会学校（Herzog-Philipp-Verbandsschule）。
菲利普于1975年去世，葬于阿尔茨豪森城堡。由于长子路德维希放弃了继承权，他的次子卡尔继位为符腾堡公爵，成为符腾堡王室家族首领和王位继承人。